# Coleophora suaedicola
Coleophora suaedicola é uma espécie de mariposa do gênero Coleophora pertencente à família Coleophoridae.